# Rokoska
Rokoska je usedlost v Praze 8, Libni. Z původních staveb se dochoval pouze rokokový zámeček stojící na hřebeni vysokého návrší, na nějž byla usedlost přestavěná v poslední čtvrtině 18. století jeho tehdejším majitelem Prokopem Gindely. Podle jiných zdrojů je však autorem přestavby pražský měšťan J. Štembera. V okolí stavby bývaly roztroušené vinice, které byly později spojeny do jednoho celku. Po roce 1836 koupil stavbu J. Lendecke a přeměnil ji na cukrovar. Od roku 1890 byl v budově chudobinec. V roce 1903 byl zámeček koupen pražskou obcí a byla v něm zřízena městská vychovatelna. S ohledem na potřebu větších prostor pro vychovatelnu bylo v roce 1907 započato s výstavbou budovy vychovatelny východně od zámečku (číslo popisné 830), do níž se posléze vychovatelna přestěhovala.
Zámeček je považován za architektonicky velmi hodnotný objekt, který je o roku 1964 nemovitou kulturní památkou.

## Popis budovy
Patrová budova je obdélníkového půdorysu (o rozměrech 21 × 11 m). Její jižní průčelí je zakončeno velkým trojúhelníkovým štítem (se slunečními hodinami) a čtyřbokou věžičkou na hřebeni mansardové střechy. Severní průčelí je bohatší, neboť obsahuje boční terasy. Uprostřed v prvním patře se nachází rizalit s arkádami, jenž je zakončen trojúhelníkovým štítem.

## Špýchar

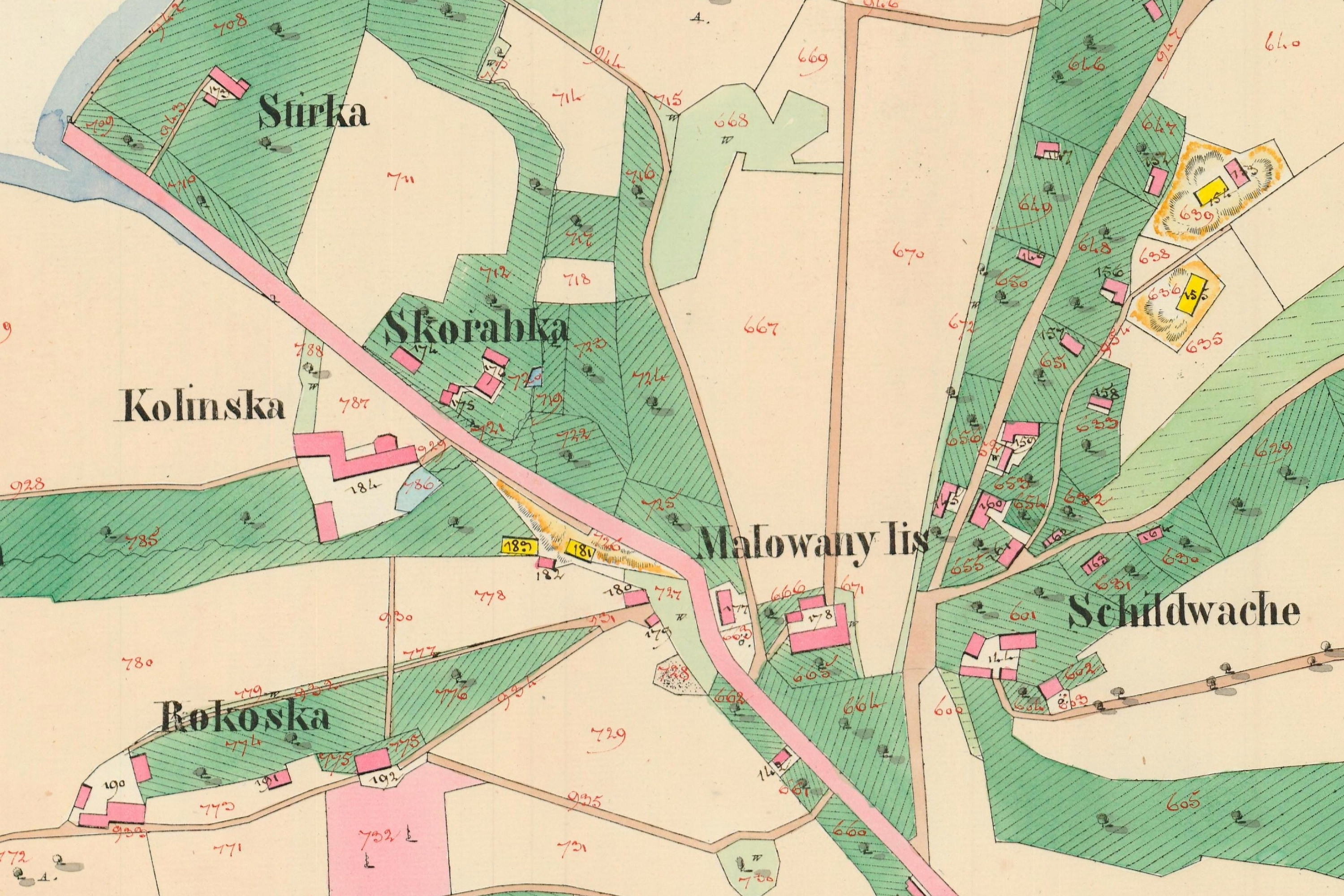
Horní Libeň na Císařském otisku mapy Stabilního katastru z roku 1841, Usedlost Rokoska je vlevo dole.

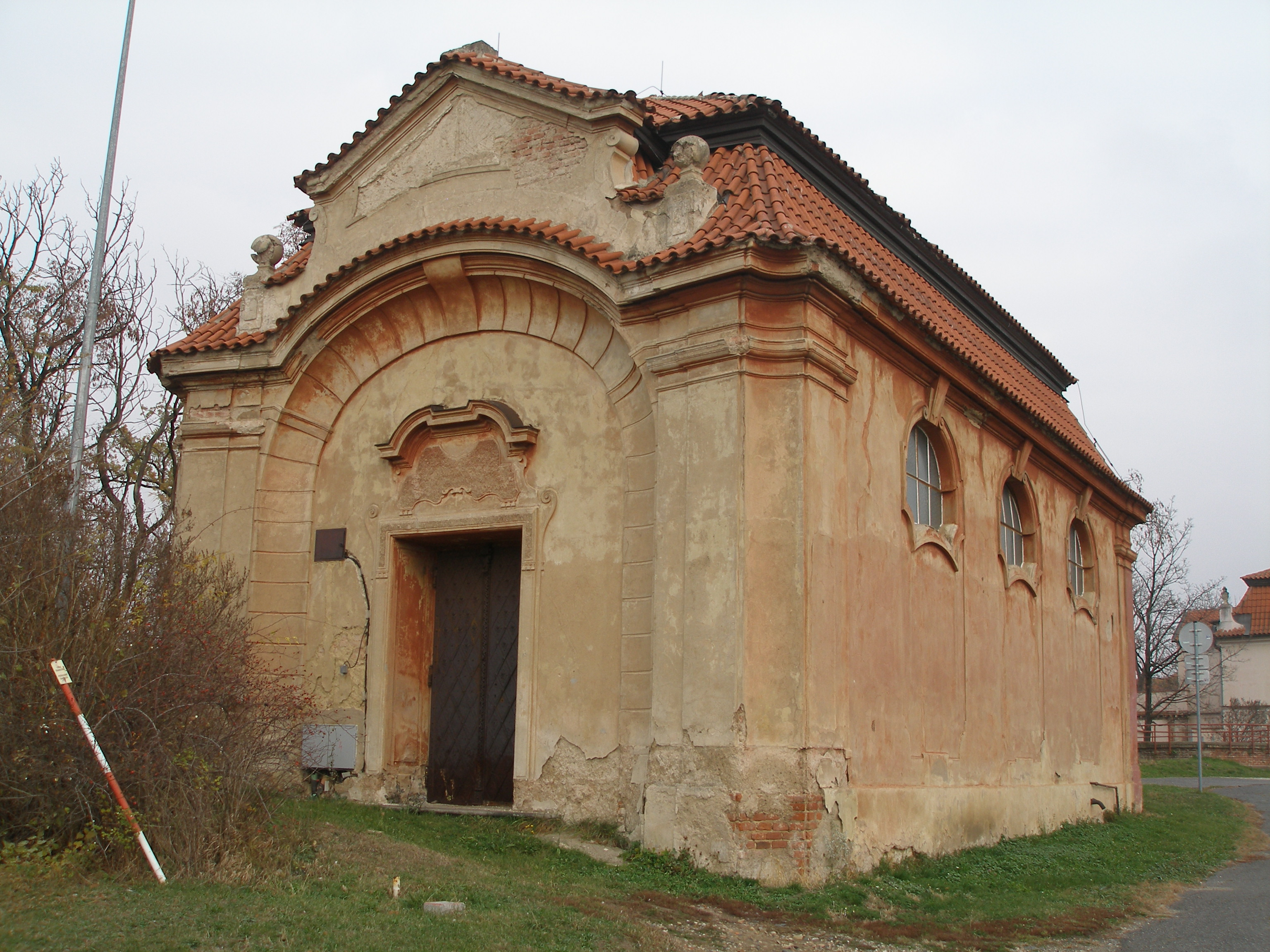
Špýchar, pozdější exhortní kaple

Západně od zámečku stojí budova bývalého špýcharu, která pochází pravděpodobně z 18. století. V 19. století prošla neobarokní úpravou. V době výstavby Vychovatelny (v roce 1907; podle některých zdrojů však již v roce 1903) byl špýchar přeměněn na exhortní síň či exhortní kapli (exhorta znamená duchovní výklad, promluvu při bohoslužbě či kázání). Odstranil se dřevěný strop, v podélné zdi se vybouralo šest oken a ve východním čele (směrem k zámečku Rokoska) se upravil vchod do kaple. Podlaha byla vydlážděna a bylo na ni položeno linoleum. Vazní trámy mansardové střechy se podbily a orákosovaly. Kolem hlavní zdi se upravil čtvrtkruhový fabion a v něm byly nad okna umístěny lunety. Kaple o jedné místnosti byla využívána jen občasně a ventilace byla zajištěna pouze vikýřem. Tento způsob se však ukázal jako nedostatečný, a proto bylo v roce 1935 pod okny zřízeno šest ventilačních průduchů a nad vchod byla umístěna markýza. Posléze kaple přestala sloužit náboženským účelům, došlo k jejímu odsvěcení a prostory byly využívány k uskladnění nemocničního nářadí. Stavba má mansardovou střechu a trojúhelníkový štít nad střední částí průčelí členěnou segmentově vyklenutou římsou.